# Kibogoye
Kibogoye är ett vattendrag i Burundi.   Det ligger i provinsen Ngozi, i den centrala delen av landet, 70 kilometer nordost om huvudstaden Bujumbura.
Omgivningarna runt Kibogoye är en mosaik av jordbruksmark och naturlig växtlighet. Runt Kibogoye är det tätbefolkat, med 442 invånare per kvadratkilometer.